# Paso Icalma

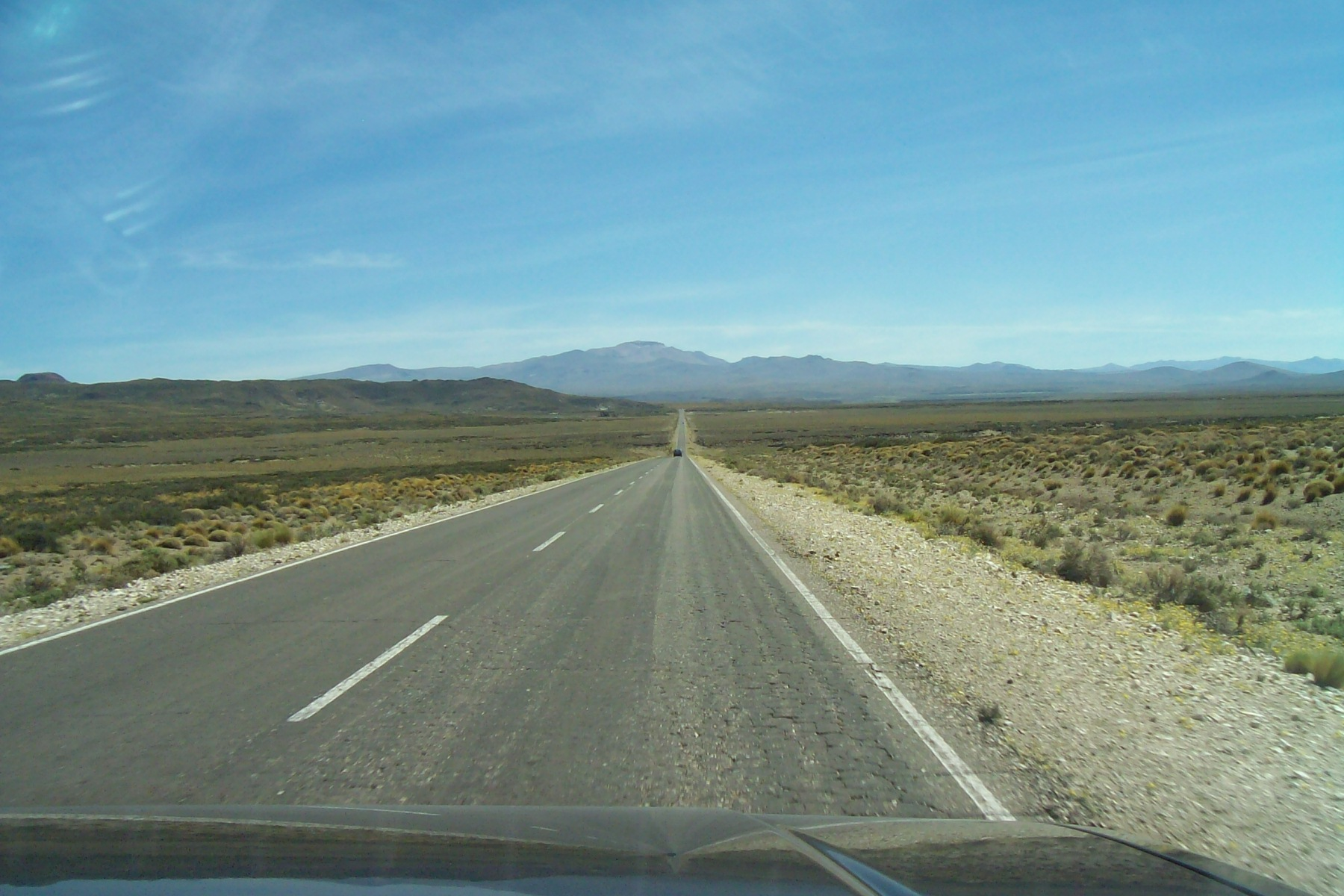
Ruta provincial N°13.

El paso Icalma es un paso fronterizo entre la República Argentina y la República de Chile, que conecta la Provincia del Neuquén con la Región de la Araucanía.
Del lado argentino la localidad más próxima es Villa Pehuenia y del lado chileno la localidad de Icalma. Desde Argentina se accede al paso por la ruta provincial Nº13, y por Chile, por la ruta S-61. Es un paso alternativo, para transporte de pasajeros en temporada invernal, ya que los otros pasos más próximos quedan bloqueados por acumulación de nieve.
Concurren en el paso, AFIP (Administración Federal de Ingresos Públicos) Migraciones (Dirección nacional Migraciones) Gendarmería Nacional, Senasa (Servicio Nacional de Sanidad y Calidad Agroalimentaria) lo ejecuta Gendarmería Nacional.